# Jerzy Korsak
Jerzy Korsak herbu własnego (zm. w 1792 roku) – sędzia ziemski połocki w 1770 roku, marszałek połocki konfederacji targowickiej, starosta kuszlicki w 1755 roku.
Był kawalerem Orderu Świętego Stanisława.